# 룬드벡

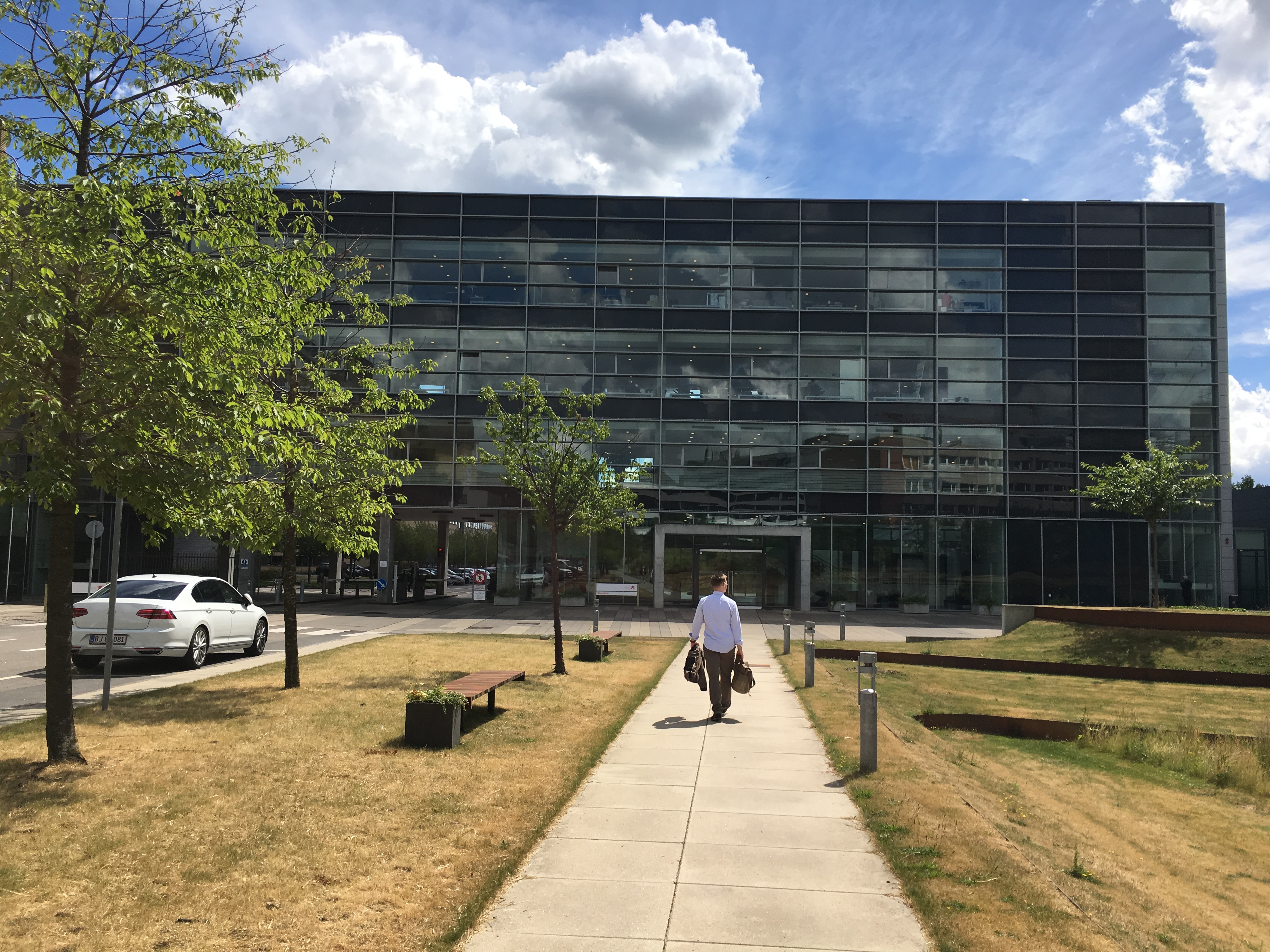

룬드벡(H. Lundbeck A/S, 보통 Lundbeck이라 불림)은 덴마크의 국제적인 제약회사로, 우울증, 조현병, 알츠하이머, 파킨슨 병등 중추신경계(CNS) 약제를 개발하고 판매하고 있는 제약회사이다. 한국엔 덴마크 룬드벡사가 설립한 '한국 룬드벡'이리는 한국지사가 있다.

## 역사
룬드벡은 1915년 한스 룬드벡이 창립하였으며, 당시엔 제조업쪽에서 알루미늄 포일, 기계, 감미료, 사진술관련 상품들을 공급하는 무역회사였다. 그후 룬드벡은 1924년 제약사업에 뛰어들었으며, 아메리카 국가들과 유럽국가들에 의약품과 화장품을 목록에 포함하게 되었다. 1930년대 이후, 룬드벡은 직접적으로 생산에 뛰어들었으며 자체 연구 부서도 갖추게 되었다. 제 2차 세계대전기간 동안 물자가 부족하였지만, 생산은 지속되었다.
전후, 룬드벡은 계속하여 성장하여 조현병 치료제인 트룩살(Truxal, 클로르프로틱센)을 시장에 내놓으면서 중추신경계 시장에 발을 내딛게 된다. 1954년 룬드벡 재단이 설립되어 룬드벡 그룹을 유지하며, 또한 높은 수준의 과학 연구를 지원하기에 이른다. 그리고 1970년대 후반부터 1980년대에 룬드벡은 CNS(중추 신경계)에 특화된 처방 의약품 제조업체로 승승장구하게 된다.